# 微风湾 (佛罗里达州)
微风湾（英語：Gulf Breeze），是美国佛罗里达州聖羅薩縣下属的一座城市。建立于1961年。面积约为61平方公里（约合23.5平方英里）。根据2010年美国人口普查，该市有人口5,763人。论人口在本州排行第201。